# NGC 970
NGC 970 est une galaxie spirale (?) située dans la constellation du Triangle. NGC 970 a été découverte par l'ingénieur irlandais Bindon Stoney en 1850.

## Caractéristiques
Sa vitesse par rapport au fond diffus cosmologique est de 9 581 ± 31 km/s, ce qui correspond à une distance de Hubble de 141,3 ± 9,9 Mpc (∼461 millions d'al).

## Paire de galaxies en interaction
Sur la base de données NASA/IPAC, la galaxie NGC 970 est identifiée comme étant NGC 970 NED02. NGC 970 NED01 est la galaxie au sud-ouest de NGC 970. Ces deux galaxies forment une paire en interaction gravitationnelle.